# Göteborgs Lawn-tennisklubb
Göteborgs Lawn-tennisklubb (GLTK) är Göteborgs största tennisklubb. Den grundades år 1900 och har cirka 2 000 medlemmar.
Föreningen håller till i närheten av Lilla Torp och Delsjöområdet i stadsdelen Torp i Göteborg. Klubben förfogar över fjorton inomhusbanor, två utomhusbanor och fyra padelbanor. Föreningen driver även tennisbanorna vid Mossens IP, samt grusbanan vid Majvallen.